# تومازو ناپولی
 توماسو ناپولی (ایتالیایی: Tommaso Napoli؛  ‏ تلفظ ایتالیایی: [tomˈmaːzo]؛ ‏ ۱۶۵۹ – ۱۷۲۵) معمار، و مهندس اهل ایتالیا بود.